# AUX-Eingang
Der AUX-Eingang (aux von englisch auxiliary als Präfix im Sinne von Neben-/ Zusatz-/ Hilfs-) ist ein analoger Eingang für stereophone Audiosignale.
Neben den auf die Spezifik bestimmter Audioquellen abgestimmten Eingängen ist der AUX-Eingang eine zusätzliche und universelle (weil unkritische) Einspeisemöglichkeit für beliebige Audio-Signalquellen zur Weiterverarbeitung z. B. in Audio-Verstärkern, Recordern, Mixern oder Equalizern.
AUX-Eingänge sind sogenannte Hochpegel- oder Line-Eingänge, die relativ hohe Signalspannungen von 150 mV bis 770 mV verzerrungsfrei verarbeiten können. Die meisten Audioquellen, wie die Line-Ausgänge von CD- und DVD-Playern, Radios, Soundkarten und sogar Kopfhörerausgänge, können hier angeschlossen werden. Der Eingangswiderstand liegt im Bereich von 5 bis 50 kΩ, typischerweise 15 oder 16 kΩ.
Nicht sinnvoll an AUX zu betreiben sind Quellen, die sehr hochohmig sind, solche, die nur geringe Pegel liefern und vorverstärkt werden müssen, sowie solche, die eine Frequenzentzerrung benötigen (Abtastsysteme von Plattenspielern). Ausgenommen sind Sondermodelle, die einen integrierten Vorverstärker bzw. Entzerrer besitzen – siehe RIAA-Kurve. Quellen, die eine Speisespannung benötigen (Kondensatormikrofone), können nicht an AUX arbeiten, es sei denn, sie besitzen eine eigene Spannungsquelle.
Als Steckverbindung für AUX werden in der Regel Cinchbuchsen, aber auch Klinkenbuchsen eingesetzt, bei älteren Systemen auch DIN- oder Tuchelstecker.